# Valerie Baber
Valerie Baber és una model, actriu i personalitat de televisió nascuda el 1980. És més coneguda pel seu treball a la sèrie de televisió Sexcetera del canal "Playboy TV". També ha actuat en dues pel·lícules: Murder-Set-Pieces i Emmanuelle the Private Collection: Emmanuelle vs. Dracula.